# Grafenbach-Sankt Valentin
Grafenbach-Sankt Valentin è un comune austriaco di 2 255 abitanti nel distretto di Neunkirchen, in Bassa Austria; ha lo status di comune mercato (Marktgemeinde). È stato istituito il 1º gennaio 1967 con la fusione dei comuni soppressi di Grafenbach e Sankt Valentin-Landschach e il 1º gennaio 1972 ha inglobato i comuni soppressi di Ober-Danegg e Penk; capoluogo comunale è Grafenbach.